# Damartex
Damartex est une société anonyme à directoire fondée en 2002 à Roubaix. La famille Despature est son principal actionnaire. Damartex figure parmi les principaux[réf. nécessaire] distributeurs européens pour seniors avec ses dix enseignes Damart, Afibel, Maison du Jersey et Xandres pour l'activité «Textile», Coopers of Stortford, Jours Heureux, Delaby, Sedagyl, Vitrine Magique et 3 Pagen pour l'activité «Home & Lifestyle».
La société est cotée en bourse Euronext Paris.
Sa principale participation est Damart.

## Histoire
En septembre 2019 la direction de Damartex reconnaît que l'exercice se terminant au 30 juin 2019 est fortement déficitaire. Les ventes ont été fortement impactées par les perturbations consécutives au mouvement des gilets jaunes et par le Brexit.

## Actionnaires
Liste des principaux actionnaires au 29 février 2020:
| Despature (famille)         | 4 343 882 | 59,0 %   |
| Paul-Georges Despature      | 1 206 182 | 16,4 %   |
| Damartex (aut-contrôle)     | 498 903   | 6,77 %   |
| Quaero Capital              | 201 700   | 2,74 %   |
| UBS La Maison de Gestion    | 11 361    | 0,15 %   |
| Rothschild Asset Management | 2 032     | 0,028 %  |
| SEI Investments Canada      | 117       | 0,0016 % |
| Acadian Asset Management    | 35        | 0,0005 % |